# Ruth Hall
Ruth Hall (* 29. Dezember 1910 in Jacksonville, Florida; † 9. Oktober 2003 in Glendale, Kalifornien; eigentlich Ruth Gloria Blasco Ibáñez) war eine US-amerikanische Filmschauspielerin.

## Leben
Hall, eine Nichte des Schriftstellers Vicente Blasco Ibáñez, zog mit ihrer Mutter, nach der Scheidung ihrer Eltern, nach Tampa. 1930 drehte Henry King dort das Drama Hell Habor, in dem Hall eine winzige Rolle erhielt, die den Auftakt zu ihrer Schauspielkarriere bildete. Einige Zeit darauf wurde Hall von Paramount ein Zweijahresvertrag als Schauspielerin angeboten, woraufhin Ruth Hall mit ihrer Mutter 1931 nach Kalifornien zog. Hall stand zunächst in Statisten- und kleineren Nebenrollen in B-Movies vor der Kamera, bevor sie in Die Marx Brothers auf See zum ersten Mal in einer größeren Rolle auftrat.
In einer Reihe von Western mit John Wayne und Ken Maynard, wie Ride Him, Cowboy und Dynamite Ranch spielte sie die weibliche Hauptrolle. Diese Filme waren mit so kleinem Budget gedreht, dass die Schauspieler sich um ihr Make-up und ihre Frisuren selbst kümmern mussten. Bei den Dreharbeiten zu Ride Him, Cowboy, die in der Mojave-Wüste stattfanden, erlitt Hall einen so starken Sonnenbrand, dass die späteren Szenen im Film sie nur noch von hinten zeigten, damit die Verletzungen nicht auf der Leinwand zu sehen waren. 1932 wurde sie unter die WAMPAS Baby Stars des Jahres gewählt.
Im Jahr 1933 heiratete Hall den Kameramann Lee Garmes. Die Ehe hielt bis zu dessen Tod im Jahr 1978. Ein Jahr später ging das Ehepaar nach New York und dann nach England, da Garmes für einige Projekte von Alexander Korda engagiert worden war. Zuvor spielte Hall neben Buster Crabbe in Badge of Honor (1934) und in The Old Grey Mayor (1935) neben Bob Hope.
Kurz vor Ausbruch des Zweiten Weltkriegs kehrten Hall und Garmes in die Vereinigten Staaten zurück. In Laguna erwarb das Ehepaar eine Avocadofarm. Ruth Hall, inzwischen Mutter zweier Töchter, hatte ihren Vertrag mit Paramount nicht verlängert und auch Angebote von Warner Bros. und MGM abgelehnt. Während der 1940er und 1950er Jahre trat sie nur vereinzelt in kleineren Rollen auf, bevor sie die Schauspielerei ganz aufgab.

## Filmografie (Auswahl)
- 1930: For the Defense
- 1931: Her Majesty Love
- 1931: Local Boy Makes Good
- 1931: Die Marx Brothers auf See (Monkey Business)
- 1931: The Drums of Jeopardy
- 1932: A Fool’s Advice
- 1932: Between Fighting Men
- 1932: Blessed Event
- 1932: Dynamite Ranch
- 1932: Gambling Sex
- 1932: Miss Pinkerton
- 1932: One Way Passage
- 1932: Ride Him, Cowboy
- 1932: The Heart of New York
- 1932: Der falsche Torero (The Kid from Spain)
- 1932: The Rich Are Always with Us
- 1932: Union Depot
- 1932: Reise ohne Wiederkehr (One Way Passage)
- 1933: Flaming Guns
- 1933: Laughing at Life
- 1933: Strawberry Roan
- 1933: Der Mann von Monterey (The Man from Monterey)
- 1933: Die drei Musketiere (The Three Musketeers)
- 1934: Murder on the Campus
- 1934: The Return of Casey Jones
- 1934: Badge of Honor
- 1934: Beloved
- 1938: Meet the Mayor
- 1945: George White’s Scandals
- 1948: Osterspaziergang (Easter Parade)
- 1948: Die unvollkommene Dame (Julia Misbehaves)
- 1952: The I Don’t Care Girl
- 1953: The Farmer Takes a Wife
- 1953: Wie angelt man sich einen Millionär? (How to Marry a Millionaire)